# Lou Lombardo
Lou Lombardo (Kansas City, 15 de febrero de 1932-Woodland Hills, Los Ángeles, 8 de mayo de 2002) fue un cineasta estadounidense con créditos en más de veinticinco largometrajes. Conocido principalmente por su trabajo como editor de cine y televisión, Lombardo también trabajó como camarógrafo, director y productor. En su obituario, Stephen Prince, escribió: "La contribución seminal de Lou Lombardo a la historia de la edición se puede observar en su trabajo en Grupo salvaje (1969), dirigida por Sam Peckinpah.

Los complejos montajes de violencia que Lombardo creó para esa película influenciaron a generaciones de cineastas y crearon el libro de texto cinematográfico moderno para la edición de tiroteos violentos". Varios críticos han destacado la "extraña, cualidad elástica" de tiempo en la película, y han discernido la influencia de la película en el trabajo de los directores John Woo, Quentin Tarantino, Kathryn Bigelow y los Hermanos Wachowski, entre otros. Si bien la colaboración de Lombardo con Peckinpah duró sólo unos pocos años, su carrera se entrelaza con la del director Robert Altman durante más de treinta años. En la década de 1970, Lombardo editó McCabe & Mrs. Miller (1971) y otras películas de Altman. En el colofón de su carrera, Lombardo editó Hechizo de luna (1987) y otras dos películas dirigidas por Norman Jewison. Mientras que en la actualidad su edición se considera  "revolucionaria" y "brillante", Lombardo nunca fue nominado para los premios de edición durante su carrera.

## Inicios de su carrera
La carrera de Lombardo comenzó en Kansas City, donde fue camarógrafo de Robert Altman trabajando en la formación de películas y realizando acciones laborales para la Calvin Company. Altman en última instancia se convirtió en un prominente director de cine. Lombardo y Altman se trasladaron a Los Ángeles en 1956, donde Lombardo fue camarógrafo para Republic Pictures. El objetivo de Lombardo era convertirse en director, y decidió que la edición de películas era el camino más prometedor. Lombardo se convirtió en aprendiz de editor en Revue Studios, con alrededor de la mitad del salario que había recibido como ayudante de cámara. Como era común en esa época en los editores de estudio, el aprendizaje de edición duró ocho años, durante los cuales el trabajo de Lombardo no fue acreditado. Al final de ese aprendizaje, Robert Altman utilizó a Lombardo para editar un programa piloto para televisión. Eso llevó a Lombardo a convertirse en un editor del programa de televisión Felony Squad, que se emitió desde 1966 hasta 1970.

## Grupo salvaje y la colaboración con Peckinpah
El primer largometraje editado por Lombardo fue Grupo salvaje (1969), dirigido por Sam Peckinpah. Se trataba de un Wéstern que destacaba por su violencia, lo cual era inusual en aquella época, por su narración innovadora y efectiva y por su trabajo de cámara y edición. La película ha sido muy influyente tiempo después de su estreno en 1969, y fue inscrita en el National Film Registry en 1999. En 1995, Peter Stack escribió:  "Es sorprendente lo desgarradora que sigue siendo Grupo salvaje, más de 25 años después de que maldijera su camino en la gran pantalla para convertirse en tal vez el mejor en el punto de mira jamás hecho, el que se convirtió en una mezquina poesía pictórica inquietante y resumió la corrupción de la culpa, la vejez y la muerte en la fantasía americana del viejo oeste. Stephen Prince escribió en 1999 que:  "Grupo salvaje es una obra épica, y que ha tenido un impacto épico en el cine estadounidense y señaló la descripción realizada por Martin Scorsese de la película a la que definió como poesía salvaje". Paul Seydor describió la película como:  "una de las grandes obras maestras del cine mundial", y señaló además que "cualquier discusión sobre Grupo salvaje reconoce implícitamente la edición de Lou Lombardo y Robert Wolfe, por lo que es integral al estilo, significado y efecto de la película. Sin embargo, uno debe al menos observar que en el arte y la artesanía de edición de películas no se conocen picos más altos que en Grupo salvaje y muy pocos están cerca de su cumbre".

### La conexión con Felony Squad
Lombardo se hizo conocido cuando Peckinpah lo pluriempleó como camarógrafo cuando Peckinpah estaba dirigiendo la película para televisión Noon Wine (1966). En última instancia, esta conexión condujo a Lombardo a unirse para hacer Grupo salvaje de Peckinpah; Peckinpah estaba particularmente interesado en las técnicas de edición que Lombardo había ideado durante la edición de Felony Squad.

### Montaje en Grupo Salvaje
Grupo salvaje está sustentada por dos tiroteos, uno cerca del comienzo de la película y uno cerca del final. Los tiroteos son demostraciones de virtuosismo de las posibilidades de narración cinematográfica. Lombardo trabajó con Peckinpah tanto para diseñar el trabajo de cámara para Grupo salvaje y editar la película. Nada menos que seis cámaras estaban grabando simultáneamente desde diferentes lugares; las cámaras estaban grabando a velocidades de 24 a 120 fotogramas por segundo. Él y Peckinpah estuvieron editando el material grabado durante seis meses en México, donde una parte de la película fue grabada. En su valoración de 2011, Daniel Eagan escribió: "Grupo salvaje tenía 3642 ediciones, más de cinco veces el promedio de Hollywood para este tipo de característica cinematográfica, este tipo de montaje tan denso no se había intentado desde la vuelta de Sergei Eisenstein en los años 1920. Stephen Prince escribió: "La edición es audaz y visionaria, como el espacio de montajes curvo y alargado en el tiempo de una manera cuyo alcance y ferocidad no tenía precedentes en el cine estadounidense". En la biografía de Peckinpah, Daniel Weddle escribió sobre este efecto:  "La acción haría constantemente estar cambiando de lento a rápido a más lento y a aún más rápido, dando en las secuencias una extraña cualidad elástica".  Gabrielle Murray resumió como Grupo salvaje afectó al cine:  "Peckinpah, con la ayuda del brillante editor Lou Lombardo  y el director de fotografía Lucien Ballard, desarrollaron un enfoque estilístico, que a través del uso de la cámara lenta, la grabación con varias cámaras y el montaje de edición, parecía tener una violencia más intensa y visceral".

### Orígenes y legado
La inspiración inmediata para el montaje del tiroteo en Grupo salvaje venía probablemente de la película de 1967, Bonnie y Clyde, que Peckinpah aparentemente proyectó unos días antes de que empezara el rodaje. Bonnie y Clyde que fue dirigida por Arthur Penn y editada por Dede Allen, tiene una famosa escena en el final que muestra el asesinato de Bonnie y Clyde por la policía estatal. En la escena se mezclan movimiento lento y acelerado y varias cámaras, que eran aspectos de Grupo salvaje. Estas técnicas se han empleado en las películas de Akira Kurosawa y en particular en Los siete samuráis (1954), Kurosawa en general dirigió y editó sus películas. Stephen Prince escribió:  "Los atributos cinéticos de estilo de Kurosawa, entraron profundamente en el cine internacional. En cuanto a la representación de la violencia, influyó en Arthur Penn y Sam Peckinpah, y a partir de ahí, el director de Hong Kong, John Woo, así como prácticamente todo el mundo desde entonces. Cada cineasta que utiliza la cámara lenta, el montaje y varias cámaras para estilizar la violencia en las formas que Kurosawa demostró en Los siete samuráis, le debe una gran deuda". Pero Tony Williams señalá que:  "Grupo salvaje extendió las influencias en formas más creativas y dinámicas". Michael Sragow argumentó que:  "Peckinpah hizo las cosas bien en Grupo salvaje, produjo una película americana que iguala o supera a la mejor de Kurosawa". Scorsese calificó a Grupo salvaje como El ocaso de los dioses de los Wésterns.
Muchos críticos han señalado la influencia de la edición de los tiroteos de Grupo salvaje en películas posteriores. Paul Monaco ha escrito:  "Lombardo empujó la revolución en la edición de Hollywood más que nadie, y Grupo salvaje fue establecida a finales de la década de 1960 como epítome de la edición de ritmo rápido en una película narrativa". David A. Cook incluye una lista ampliada de las influencias de la película en un ensayo de 1999. En una entrevista, el director John Woo, quién es ampliamente reconocido por sus películas de artes marciales, reconoció ampliamente su influencia. El director Quentin Tarantino la ha reconocido a menudo. Eric Snider escribió:  "Hemos observado en nuestro análisis de El bueno, el feo y el malo que fue una gran influencia para Quentin Tarantino. Grupo salvaje  debe estar junto a él en el estante de Tarantino. Él y muchos otros directores-John Woo, Martin Scorsese, Francis Ford Coppola-han emulado la violencia a cámara lenta de Peckinpah y el realista derramamiento de sangre. Mucho de lo que sucede en Grupo salvaje parece un cliché ahora, con mucha frecuencia se ha copiado y repetido". La directora Kathryn Bigelow ha escrito de Grupo salvaje: "la edición era gestalt...porque implosionó teorías estándar...y era radical y tremendamente vibrante". En la película The Matrix (dirigida por los hermanos Wachowski y editada por Zach Staenberg) escribieron que la realización de la película fue influenciada  por el trabajo del director de cine Sam Peckinpah y los movimientos de artes marciales de Bruce Lee. John Goodman escribió en 2011:  "La combinación de diferentes velocidades en la película realizada por Peckinpah y su estilo de edición elíptica poco convencional fueron una revelación. John Woo, y también  Takeshi Kitano y Wong Kar-Wai, han referenciado las innovaciones de Peckinpah. Ken Dancyger observa la influencia en la película Wò hǔ cáng lóng (2000).

### La balada de Cable Hogue
Lombardo editó la película de Peckinpah La balada de Cable Hogue (1970). La película en sí no tuvo un impacto comparable a Grupo salvaje. Prince escribe que en esta película Lombardo y Peckinpah:  "experimentaron menos éxito con las ediciones que combinan velocidad normal y una acción acelerada". La balada de Cable Hogue fue su última colaboración con Peckinpah.

## Cinco películas con Robert Altman
Lombardo había trabajado como camarógrafo con el director Robert Altman en Kansas City, y los dos se trasladaron a Hollywood en 1956. En la década de 1970 Lombardo editó cinco películas dirigidas por Altman comenzando con Brewster McCloud (1970) y concluyendo con California Split (1974), tan sólo cuatro años más tarde.
De las cinco películas con Altman, probablemente la más influyente es McCabe & Mrs. Miller (1971). La película fue seleccionada para el National Film Registry en 2010. La película ha sido llamada un "anti-Wéstern"; McCabe establece un burdel con éxito en un pueblo minero, con la ayuda esencial de su esposa, la señora Miller. En 1999 Roger Ebert escribió:: "Robert Altman ha hecho una docena de películas que pueden ser llamadas grandes en una u otra forma, pero una de ellos es perfecta, y esa es McCabe & Mrs. Miller (1971)".
Como ya había hecho con Peckinpah en Grupo salvaje, Lombardo actuó como director de la segunda unidad de rodaje, Altman y Lombardo pasó nueve meses editando la película en el norte de Vancouver, cerca de la ubicación del propio rodaje. La edición de la película nunca ha señalado la atención de la crítica, con la excepción del estilo innovador de la edición de sonido.
Después de California Split (1974), Altman quería que Lombardo editará su siguiente película Nashville. Lombardo se negó porque en aquella época dirigía y producía. Altman eligió a Sidney Levin como editor, que luego fue sucedido por el editor asistente de Lombardo en varias películas, Dennis M. Hill. En 1977 Lombardo editó The Late Show, que fue dirigida por Altman, pero dirigida por Robert Benton.

## Producción y dirección
Desde 1975 hasta 1985 Lombardo trabajó como productor y director, así como de editor. El debut de Lombardo como director fue en La ruleta rusa (1975). La película es un thriller de espionaje que protagonizó George Seagal.
Lombardo ha producido y editado The Black Bird (1975), que era una secuela de humor de la clásica película de Cine negro, El halcón maltés, película también protagonizada por George Seagal y que fue mal evaluada en su estreno. Lombardo coprodujo su primera película, Cheech y Chong, posteriormente produjo Up in Smoke (1978), que es conocida ahora como una clásica comedia. La película tuvo un gran éxito de taquilla. Lombardo también es acreditado como el editor supervisor de la película.
En 1981 Lombardo dirigió P. K. and the Kid, que protagonizó una muy joven Molly Ringwald. La película no se estrenó hasta principios de 1987, cuando Ringwald fue muy conocida, atrajo poca atención, no obstante.

## Regreso a la edición y colaboración con Norman Jewison
En 1986 Lombardo volvió a la edición con la bastante intrascendente Stewardess School. La película fue producida por Phil Feldman, que había producido Grupo salvaje unos quince años antes. La siguiente película de Lombardo fue Hechizo de luna (1987), que fue dirigida y producida por Norman Jewison. Hechizo de luna fue un gran éxito en taquilla, obtuvo tres premios de la academia y tres nominaciones adicionales, y ha sido muy bien considerada por muchos críticos. El siguiente trabajó que Lombardo editó fue The January Man, que también fue producida por Jewison, pero dirigida por Pat O'Connor. Lombardo trabajó en cinco películas más hasta 1991; su última película fue otra de las producciones de Jewison, Other People's Money (1991).

## Últimos años
El hijo de Lombardo, Tony Lombardo, también se convirtió en editor de cine. Además de su hijo, Lombardo fue el mentor de Dennis M. Hill y Paul Rubell en las primeras etapas de sus carreras. Lombardo fue entrevistado acerca de su carrera por Vincent Lobrutto en 1991. Ese mismo año, sufrió un ictus que lo dejó en estado de coma hasta su muerte en 2002.

## Filmografía
- (Editor)  The Name of the Game Is Kill  (Hellström-1968)
- (Editor) Grupo salvaje (Peckinpah-1969)
- (Editor) La balada de Cable Hogue (Peckinpah-1970)
- (Editor) Brewster McCloud  (Altman-1970)
- (Editor supervisor) Sol rojo (Terence Young-1971)
- (Editor) McCabe & Mrs. Miller(Altman-1971)
- (Editor) The Long Goodbye (Altman-1973)
- (Editor) Ace Eli and Rodger of the Skies (Erman-1973)
- (Editor) Thieves Like Us (Altman-1974)
- (Editor) California Split (Altman-1974)
- (Director) La ruleta rusa (Lombardo, 1975)
- (Productor y editor) The Black Bird (Giler-1975)
- (Editor) The Late Show (film) (Benton-1977)
- (productor y editor supervisor) Up in Smoke (Adler-1978)
- (Editor supervisor) Al final de la escalera (Medak-1980)
- (Productor ejecutivo) Ladies and Gentlemen, The Fabulous Stains (1982)
- (Director) P.K. and the Kid (Lombardo-1985) (finalizada en 1982, dejada de lado; realizada en 1987 por el éxito de Ringwald.)
- (Editor supervisor) Just One of the Guys (Gottlieb-1985)
- (Editor) Stewardess School (Blancato-1986)
- (Editor) Hechizo de luna (Jewison-1987)
- (Editor) The January Man (O'Connor-1989
- (Editor) Uncle Buck (Hughes-1989 )
- (Editor) In Country (Jewison-1989)
- (Editor supervisor) Defenseless (Campbell-1991)
- (Editor) Fires Within (Armstrong-1991)
- (Editor) Other People's Money (Jewison-1991)